# Liki Reke ljubezni
Liki Reke ljubezni je seznam likov in igralcev iz slovenske televizijske serije. Glavni igralci so Lara Komar, Tadej Pišek, Vesna Kuzmić, Marijana Brecelj, Bernarda Oman,  Ivo Ban, Branko Šturbej, Mojca Funkl, Blaž Valič, Ana Urbanc in  Domen Valič. V stranskih vlogah pa so igrali Urška Taufer, Anja Drnovšek, Sara Gorše in Žan Perko, še zdaj pa igrajo Dora Petrej, Timon Šturbej, Blaž Setnikar, Vojko Belšak, Ludvik Bagari, Jožef Ropoša, Gregor Gruden, Nina Ivanič Rep, Marinka Štern, Teja Glažar in Renato Jenček. Nekdanje glavne vloge sta igrala Voranc Boh kot Blaž Slak in Liza Marija Grašič kot Sara Kovač.

## Seznam likov
| Igralec/-ka                          | Vloga                                                         | Sezona               | Vrsta lika   |
| ------------------------------------ | ------------------------------------------------------------- | -------------------- | ------------ |
| Družina Slak                         |                                                               |                      |              |
| Lara Komar                           | Irena Slak, Rokova žena, fotografinja                         | 1, 2, 3, 4           | Glavni lik   |
| Tadej Pišek                          | Rok Slak, mizar                                               | 1, 2, 3, 4           | Glavni lik   |
| Voranc Boh                           | Blaž Slak, mizar                                              | 1, 2, 3              | Glavni lik   |
| Marijana Brecelj                     | Marija Slak, babica Roka in Blaža                             | 1, 2, 3, 4           | Glavni lik   |
| Bernarda Oman                        | Vida Slak, mama Roka in Blaža                                 | 1 (75. del), 2, 3, 4 | Glavni lik   |
| Vesna Kuzmić                         | Petra Smole, Janezova nečakinja                               | 3,4                  | Glavni lik   |
| Liza Marija Grašič                   | Sara Kovač, kozmetičarka, Blaževa punca, Irenina prijateljica | 1, 2, 3              | Glavni lik   |
| Urška Taufer                         | Maja Rot, Irenina polsestra                                   | 2                    | Glavni lik   |
| Družina Medved                       |                                                               |                      |              |
| Branko Šturbej                       | Bojan Medved, lastnik žage                                    | 1, 2, 3              | Glavni lik   |
| Mojca Funkl                          | Sonja Medved, Bojanova žena                                   | 1, 2, 3              | Glavni lik   |
| Dora Petrej                          | Zala Medved, njuna hči                                        | 1, 2, 3              | Stranski lik |
| Timon Šturbej                        | Miha Medved, Bojanov in Sonjin sin                            | 1, 2, 3              | Stranski lik |
| Žan Perko                            | Miran Medved Štamčar, Bojanov nezakonski sin, mizar           | 1, 2                 | Stranski lik |
| Blaž Valič                           | Janez Smole, bivši Sonjin fant, poveljnik gasilcev            | 1, 2, 3              | Glavni lik   |
| Sestri Božič, lastnici penziona      |                                                               |                      |              |
| Marinka Štern                        | Tereza Božič, kuharka, lastnica penziona                      | 1, 2, 3              | Glavni lik   |
| Teja Glažar                          | Angelca Božič, njena sestra                                   | 1, 2, 3              | Glavni lik   |
| Družina Lekić                        |                                                               |                      |              |
| Aleš Valič                           | Uroš Lekić, direktor firme Lekslo                             | 1, 2, 3              | Glavni lik   |
| Ana Urbanc                           | Valentina Lekić, direktorjeva hči                             | 1, 2, 3              | Glavni lik   |
| Barbara Krajnc Avdić                 | Sanja, Valentinina prijateljica                               | 2                    | Stranski lik |
| Blaž Setnikar                        | Jan Drole, Valentinin bivši zaročenec                         | 1, 2, 3              | Stranski lik |
| Vloge, ki tudi vplivajo na dogajanje |                                                               |                      |              |
| Vojko Belšak                         | Erik Kos, Lekićev sovražnik, nasprotnik                       | 1, 2,3               | Stranski lik |
| Vlado Novak                          | Andrej Majer, Lekićev in Kosov sovražnik                      | 2, 3                 | Glavni lik   |
| Jožef Ropoša                         | Jože Pirc, ribiški čuvaj                                      | 1, 2, 3              | Stranski lik |
| Ludvik Bagari                        | Tomaž Molek, ribič                                            | 1, 2, 3              | Stranski lik |
| Gregor Gruden                        | Gašper Novak, kriminalicist                                   | 1, 2, 3              | Stranski lik |
| Nina Ivanič                          | Mojca Vesel                                                   | 1, 2, 3              | Stranski lik |
| Renato Jenček                        | Veterinar Franc Vesel                                         | 1, 2, 3              | Stranski lik |
| Sara Gorše                           | Prodajalka Katja Mišmaš                                       | 1, 2, 3              | Stranski lik |
| Anja Drnovšek                        | Nataša, pokojna zaročenka Blaža Slaka                         | 1, 2 (umre)          | Stranski lik |
| Domen Valič                          | Mark Sotlar, igralec in režiser                               | 2, 3                 | Glavni lik   |